# Европско првенство у атлетици у дворани 1986 — бацање кугле за мушкарце
Такмичење у бацању кугле у мушкој конкуренцији на 17. Европском првенству у атлетици у дворани 1986. одржано је 22. фебруара у Мадриду (Шпанија).
Титулу европског првака освојену на Европском првенству у дворани 1985. у Атини није бранио Регимус Махура из Чехословачке.

## Земље учеснице
Учествовало је 8 бацача кугле из 6 земаља.
1. Западна Немачка (2)
2. Италија (1)
3. Пољска (1)
4. Совјетски Савез (2)
5. Швајцарска (1)
6. Шведска (1)

## Рекорди
| Рекорди пре почетка Европског првенства у дворани 1985.     | Рекорди пре почетка Европског првенства у дворани 1985. | Рекорди пре почетка Европског првенства у дворани 1985. | Рекорди пре почетка Европског првенства у дворани 1985. | Рекорди пре почетка Европског првенства у дворани 1985. | Рекорди пре почетка Европског првенства у дворани 1985. |
| ----------------------------------------------------------- | ------------------------------------------------------- | ------------------------------------------------------- | ------------------------------------------------------- | ------------------------------------------------------- | ------------------------------------------------------- |
| Светски рекорд у дворани                                    | Улф Тимерман                                            | Источна Немачка                                         | 22,12                                                   | Зенфтенберг, Источна Немачка                            | 16. фебруар 1985.                                       |
| Европски рекорд у дворани                                   | Улф Тимерман                                            | Источна Немачка                                         | 22,12                                                   | Зенфтенберг, Источна Немачка                            | 16. фебруар 1985.                                       |
| Рекорди европских првенстава                                | Ремигиус Махура                                         | Чехословачка                                            | 21,74                                                   | Атина Грчка                                             | 3. март 1985.                                           |
| Најбољи светски резултат сезоне у дворани                   | Вернер Гинтер                                           | Швајцарска                                              | 21,80                                                   | Маглинен, Швајцарска                                    | 26. јануар 1986.                                        |
| Најбољи европски резултат сезоне у дворани                  | Вернер Гинтер                                           | Швајцарска                                              | 21,80                                                   | Маглинен, Швајцарска                                    | 26. јануар 1986.                                        |
| Рекорди после завршеног Европског првенства у дворани 1985. |                                                         |                                                         |                                                         |                                                         |                                                         |
| Нових рекорда није било                                     |                                                         |                                                         |                                                         |                                                         |                                                         |

## Освајачи медаља
|                            |                                |                           |
| Вернер Гинтер { Швајцарска | Сергеј Смирнов Совјетски Савез | Марко Монтелатичи Италија |

## Резултати

### Финале
| Место | Атлетичар         | Земља           | ЛР    | ЛРС   | Резултат | Белешка |
| ----- | ----------------- | --------------- | ----- | ----- | -------- | ------- |
|       | Вернер Гинтер     | Швајцарска      | 21,80 | 21,80 | 21,51    |         |
|       | Сергеј Смирнов    | Совјетски Савез | 20,63 |       | 20,36    |         |
|       | Марко Монтелатичи | Италија         | 20,00 |       | 20,11    | ЛРд     |
| 4.    | Јанис Бојарс      | Совјетски Савез | 21,25 |       | 20.09    |         |
| 5.    | Едвард Сарул      | Пољска          | 20,46 |       | 19,73    |         |
| 6.    | Карлстен Штолц    | Западна Немачка |       |       | 19,63    |         |
| 7.    | Удо Гелхаузенр    | Западна Немачка |       |       | 19,36    |         |
| 8.    | Андерс Шернстранд | Шведска         |       |       | 18,79    |         |

## Укупни биланс медаља у бацању кугле за мушкарце после 17. Европског првенства у дворани 1970—1986.
|     | Земља                |    |    |    |    |
| --- | -------------------- | -- | -- | -- | -- |
| 1.  | Источна Немачка      | 3  | 5  | 0  | 8  |
| 2.  | Финска               | 3  | 0  | 0  | 3  |
| 3.  | Уједињено Краљевство | 2  | 3  | 1  | 6  |
| 4.  | Југославија          | 2  | 0  | 4  | 6  |
| 5.  | Совјетски Савез      | 2  | 3  | 3  | 8  |
| 5.  | Чехословачка         | 2  | 2  | 3  | 7  |
| 7.  | Швајцарска           | 1  | 1  | 1  | 3  |
| 8.  | Бугарска             | 1  | 0  | 0  | 1  |
| 8.  | Исланд               | 1  | 0  | 0  | 1  |
| 10. | Пољска               | 0  | 2  | 1  | 3  |
| 11. | Француска            | 0  | 1  | 1  | 2  |
| 12. | Италија              | 0  | 0  | 2  | 2  |
| 13. | Шведска              | 0  | 0  | 1  | 1  |
|     | Укупно {14}          | 17 | 17 | 17 | 51 |

|     | Атлетичар              | Земља                |   |   |   |    |
| --- | ---------------------- | -------------------- | - | - | - | -- |
| 1.  | Хартмут Бризеник       | Источна Немачка      | 3 | 0 | 0 | 3  |
| 1.  | Рејо Столберг          | Финска               | 3 | 0 | 0 | 3  |
| 3.  | Џефри Кејпс            | Уједињено Краљевство | 2 | 3 | 1 | 6  |
| 4.  | Јанис Бојарс           | Совјетски Савез      | 2 | 0 | 0 | 2  |
| 5.  | Вернер Гинтер          | Швајцарска           | 1 | 1 | 1 | 32 |
| 6.  | Ремигиус Махура        | Чехословачка         | 1 | 1 | 0 | 2  |
| 7.  | Јарослав Брабец        | Чехословачка         | 1 | 0 | 2 | 3  |
| 8.  | Златан Сарачевић       | Југославија          | 1 | 0 | 1 | 2  |
| 9.  | Хајнц-Јоахим Ротенбург | Источна Немачка      | 0 | 2 | 0 | 2  |
| 9.  | Герд Лохман            | Источна Немачка      | 0 | 2 | 0 | 2  |
| 11. | Владислав Комар        | Пољска               | 0 | 1 | 1 | 2  |
| 11. | Валериј Волкин         | Совјетски Савез      | 0 | 1 | 1 | 2  |
| 11. | Јарослав Влк           | Чехословачка         | 0 | 1 | 1 | 2  |
| 14. | Иван Иванчић           | Југославија          | 0 | 0 | 2 | 2  |